# Aziatisch kampioenschap voetbal 1960
Het Aziatisch kampioenschap voetbal 1960 was de tweede editie van het Aziatisch kampioenschap voetbal en werd van 14 oktober tot 21 oktober 1960 in Zuid-Korea gehouden.

## Kwalificatie

### Groep 1
Alle wedstrijden werden in India gespeeld.
| Land     | Wed | W | G | V | DV | DT | Ptn |
| -------- | --- | - | - | - | -- | -- | --- |
| Israël   | 6   | 3 | 2 | 1 | 10 | 8  | 8   |
| Iran     | 6   | 3 | 1 | 2 | 12 | 10 | 7   |
| Pakistan | 6   | 2 | 1 | 3 | 8  | 10 | 5   |
| India    | 6   | 2 | 0 | 4 | 7  | 9  | 4   |

Israël gekwalificeerd.
|                                    |        |                                    |      |                                                                                      |
| 5 december 1959 «onderlinge duels» | Israël | 0 – 3                              | Iran | Maharaja College Stadium, Kochi Toeschouwers: 30.000 Scheidsrechter: P. Chakravarthy |
| 5 december 1959 «onderlinge duels» |        | Hajari 49' Barmaki 59' Dehdari 65' |      | Maharaja College Stadium, Kochi Toeschouwers: 30.000 Scheidsrechter: P. Chakravarthy |

|                                    |         |       |          |                                                      |
| 7 december 1959 «onderlinge duels» | India   | 1 – 0 | Pakistan | Maharaja College Stadium, Kochi Toeschouwers: 30.000 |
| 7 december 1959 «onderlinge duels» | D'Souza |       |          | Maharaja College Stadium, Kochi Toeschouwers: 30.000 |

|                                    |             |       |                       |                                                      |
| 8 december 1959 «onderlinge duels» | India       | 1 – 3 | Israël                | Maharaja College Stadium, Kochi Toeschouwers: 30.000 |
| 8 december 1959 «onderlinge duels» | Devadas 60' |       | R. Levi 35', 43', 53' | Maharaja College Stadium, Kochi Toeschouwers: 30.000 |

|                                    |          |              |      |                                                      |
| 9 december 1959 «onderlinge duels» | Pakistan | 4 – 1        | Iran | Maharaja College Stadium, Kochi Toeschouwers: 15.000 |
| 9 december 1959 «onderlinge duels» |          | Haji Mokhtar |      | Maharaja College Stadium, Kochi Toeschouwers: 15.000 |

|                                     |                          |       |          |                                                                                      |
| 10 december 1959 «onderlinge duels» | Israël                   | 2 – 0 | Pakistan | Maharaja College Stadium, Kochi Toeschouwers: 15.000 Scheidsrechter: P. Chakravarthy |
| 10 december 1959 «onderlinge duels» | R. Levi 55' Stelmach 65' |       |          | Maharaja College Stadium, Kochi Toeschouwers: 15.000 Scheidsrechter: P. Chakravarthy |

|                                     |                                         |       |             |                                                                                        |
| 11 december 1959 «onderlinge duels» | India                                   | 3 – 1 | Iran        | Maharaja College Stadium, Kochi Toeschouwers: 20.000 Scheidsrechter: Rahman (Pakistan) |
| 11 december 1959 «onderlinge duels» | Goswami 64' Khan 66' (pen.) Balaram 80' |       | Dehdari 62' | Maharaja College Stadium, Kochi Toeschouwers: 20.000 Scheidsrechter: Rahman (Pakistan) |

|                                     |            |       |            |                                                                                      |
| 12 december 1959 «onderlinge duels» | Israël     | 1 – 1 | Iran       | Maharaja College Stadium, Kochi Toeschouwers: 15.000 Scheidsrechter: P. Chakravarthy |
| 12 december 1959 «onderlinge duels» | Menchel 9' |       | Hajari 49' | Maharaja College Stadium, Kochi Toeschouwers: 15.000 Scheidsrechter: P. Chakravarthy |

|                                     |       |       |          |                                                      |
| 13 december 1959 «onderlinge duels» | India | 0 – 1 | Pakistan | Maharaja College Stadium, Kochi Toeschouwers: 30.000 |
| 13 december 1959 «onderlinge duels» |       |       |          | Maharaja College Stadium, Kochi Toeschouwers: 30.000 |

|                                     |               |       |          |                                                      |
| 14 december 1959 «onderlinge duels» | Iran          | 4 – 1 | Pakistan | Maharaja College Stadium, Kochi Toeschouwers: 16.000 |
| 14 december 1959 «onderlinge duels» | Hajari Jamali |       |          | Maharaja College Stadium, Kochi Toeschouwers: 16.000 |

|                                     |                 |       |                          |                                                                                |
| 16 december 1959 «onderlinge duels» | India           | 1 – 2 | Israël                   | Maharaja College Stadium, Kochi Toeschouwers: 35.000 Scheidsrechter: Natarajan |
| 16 december 1959 «onderlinge duels» | Rehmatullah 19' |       | Stelmach 11' R. Levi 75' | Maharaja College Stadium, Kochi Toeschouwers: 35.000 Scheidsrechter: Natarajan |

|                                     |                      |       |                         |                                                                                      |
| 17 december 1959 «onderlinge duels» | Pakistan             | 2 – 2 | Israël                  | Maharaja College Stadium, Kochi Toeschouwers: 15.000 Scheidsrechter: A. N. Jayaraman |
| 17 december 1959 «onderlinge duels» | Omar 49' Ghafoor 57' |       | Menchel 60' Ratzabi 68' | Maharaja College Stadium, Kochi Toeschouwers: 15.000 Scheidsrechter: A. N. Jayaraman |

|                                     |          |       |         |                                                      |
| 18 december 1959 «onderlinge duels» | India    | 1 – 2 | Iran    | Maharaja College Stadium, Kochi Toeschouwers: 25.000 |
| 18 december 1959 «onderlinge duels» | Khan 64' |       | Dehdari | Maharaja College Stadium, Kochi Toeschouwers: 25.000 |

### Groep 2
| Land         | Wed | W | G | V | DV | DT | Ptn |
| ------------ | --- | - | - | - | -- | -- | --- |
| Zuid-Vietnam | 2   | 2 | 0 | 0 | 5  | 1  | 4   |
| Malakka      | 2   | 1 | 0 | 1 | 5  | 3  | 2   |
| Singapore    | 2   | 0 | 0 | 2 | 3  | 9  | 0   |

Zuid-Vietnam gekwalificeerd.
|                                     |           |       |              |                                |
| 9 mei 1959 «onderlinge duels» 20:00 | Singapore | 1 – 4 | Zuid-Vietnam | Jalan Besar Stadium, Singapore |
| 9 mei 1959 «onderlinge duels» 20:00 |           |       |              | Jalan Besar Stadium, Singapore |

|                                      |           |       |         |                                |
| 11 mei 1959 «onderlinge duels» 20:00 | Singapore | 2 – 5 | Malakka | Jalan Besar Stadium, Singapore |
| 11 mei 1959 «onderlinge duels» 20:00 |           |       |         | Jalan Besar Stadium, Singapore |

|                                      |              |       |         |                                                    |
| 13 mei 1959 «onderlinge duels» 20:00 | Zuid-Vietnam | 1 – 0 | Malakka | Jalan Besar Stadium, Singapore Toeschouwers: 9.806 |
| 13 mei 1959 «onderlinge duels» 20:00 | Ha Tam 4'    |       |         | Jalan Besar Stadium, Singapore Toeschouwers: 9.806 |

### Groep 3
| Land       | Wed | W | G | V | DV | DT | Ptn |
| ---------- | --- | - | - | - | -- | -- | --- |
| Taiwan     | 2   | 2 | 0 | 0 | 14 | 8  | 4   |
| Hongkong   | 2   | 1 | 0 | 1 | 11 | 7  | 2   |
| Filipijnen | 2   | 0 | 0 | 2 | 4  | 14 | 0   |

Taiwan gekwalificeerd.
|                                  |            |                                                         |          |                                                      |
| 29 maart 1959 «onderlinge duels» | Filipijnen | 0 – 7                                                   | Hongkong | Rizal Memorial Stadium, Manilla Toeschouwers: 10.000 |
| 29 maart 1959 «onderlinge duels» |            | Lau Chi Lam Ho Cheung Yau Lau Kai Cheung Leung Wai Hung |          | Rizal Memorial Stadium, Manilla Toeschouwers: 10.000 |

|                                  |            |       |        |                                                      |
| 31 maart 1959 «onderlinge duels» | Filipijnen | 4 – 7 | Taiwan | Rizal Memorial Stadium, Manilla Toeschouwers: 12.000 |
| 31 maart 1959 «onderlinge duels» |            |       |        | Rizal Memorial Stadium, Manilla Toeschouwers: 12.000 |

|                                 |        |       |          |                                                      |
| 3 april 1959 «onderlinge duels» | Taiwan | 7 – 4 | Hongkong | Rizal Memorial Stadium, Manilla Toeschouwers: 22.000 |
| 3 april 1959 «onderlinge duels» |        |       |          | Rizal Memorial Stadium, Manilla Toeschouwers: 22.000 |

## Gekwalificeerde landen
| Land         | Aantal deelnames | Huidig aantal deelnames op rij | Vorige deelname |
| ------------ | ---------------- | ------------------------------ | --------------- |
| Israël       | 2de              | 2                              | 1956            |
| Taiwan       | 1ste             | 1                              | -               |
| Zuid-Korea   | 2de              | 2                              | 1956            |
| Zuid-Vietnam | 2de              | 2                              | 1956            |

## Stadion
| Seoul              | · Seoul | · Seoul |
| Hyochangstadion    | · Seoul | · Seoul |
| Capaciteit: 15.194 | · Seoul | · Seoul |
|                    | · Seoul | · Seoul |

## Eindronde

### Eindstand
| Land         | Wed | W | G | V | DV | DT | Ptn |
| ------------ | --- | - | - | - | -- | -- | --- |
| Zuid-Korea   | 3   | 3 | 0 | 0 | 9  | 1  | 6   |
| Israël       | 3   | 2 | 0 | 1 | 6  | 4  | 4   |
| Taiwan       | 3   | 1 | 0 | 2 | 2  | 2  | 2   |
| Zuid-Vietnam | 3   | 0 | 0 | 3 | 2  | 12 | 0   |

### Uitslagen
|                                          |                                                                             |       |                   |                                             |
| 14 oktober 1960 «onderlinge duels» 15:15 | Zuid-Korea                                                                  | 5 – 1 | Zuid-Vietnam      | Hyochangstadion, Seoul Toeschouwers: 30.000 |
| 14 oktober 1960 «onderlinge duels» 15:15 | Cho Yoon-Ok 15', 71' Woo Sang-Kwon 27' Choi Chung-Min 47' Moon Jung-Sik 56' |       | Nguyễn Văn Tu 70' | Hyochangstadion, Seoul Toeschouwers: 30.000 |

|                                          |                                        |       |        |                                                                           |
| 17 oktober 1960 «onderlinge duels» 15:00 | Zuid-Korea                             | 3 – 0 | Israël | Hyochangstadion, Seoul Toeschouwers: 30.000 Scheidsrechter: Yozo Yokoyama |
| 17 oktober 1960 «onderlinge duels» 15:00 | Cho Yoon-Ok 17', 60' Woo Sang-Kwon 30' |       |        | Hyochangstadion, Seoul Toeschouwers: 30.000 Scheidsrechter: Yozo Yokoyama |

|                                    |        |       |              |                        |
| 17 oktober 1960 «onderlinge duels» | Taiwan | 2 – 0 | Zuid-Vietnam | Hyochangstadion, Seoul |
| 17 oktober 1960 «onderlinge duels» |        |       |              | Hyochangstadion, Seoul |

|                                    |                           |       |                                                                  |                                             |
| 19 oktober 1960 «onderlinge duels» | Zuid-Vietnam              | 1 – 5 | Israël                                                           | Hyochangstadion, Seoul Toeschouwers: 15.000 |
| 19 oktober 1960 «onderlinge duels» | Trần Văn Nhung 68' (pen.) |       | R. Levi 13' Stelmach 18' S. Levi 25' Menchel 32' Aharonskind 70' | Hyochangstadion, Seoul Toeschouwers: 15.000 |

|                                          |                   |       |        |                        |
| 21 oktober 1960 «onderlinge duels» 15:00 | Zuid-Korea        | 1 – 0 | Taiwan | Hyochangstadion, Seoul |
| 21 oktober 1960 «onderlinge duels» 15:00 | Moon Jung-Sik 54' |       |        | Hyochangstadion, Seoul |

|                                    |             |       |        |                                                                           |
| 23 oktober 1960 «onderlinge duels» | Israël      | 1 – 0 | Taiwan | Hyochangstadion, Seoul Toeschouwers: 25.000 Scheidsrechter: Yozo Yokoyama |
| 23 oktober 1960 «onderlinge duels» | S. Levi 72' |       |        | Hyochangstadion, Seoul Toeschouwers: 25.000 Scheidsrechter: Yozo Yokoyama |

| Winnaar Azië Cup 1960 |
| --------------------- |
|                       |
| ZUID-KOREA 2de titel  |

## Doelpuntenmakers
4 doelpunten
- Cho Yoon-Ok

2 doelpunten
- Shlomo Levi
- Moon Jung-Sik
- Woo Sang-Kwon

1 doelpunt
- Amnon Aharonskind
- Rafi Levi
- Avraham Menchel

- Nahum Stelmach
- Onbekend
- Onbekend

- Choi Chung-Min
- Nguyễn Văn Tu
- Trần Văn Nhung